# Marco Hämmerli
Marco Hämmerli (7 mei 1985) is een Zwitsers voetballer (verdediger) die sinds 2008 voor de Zwitserse eersteklasser FC St. Gallen uitkomt. Voordien speelde hij onder meer voor FC Wil en FC Thun.